# Roy Ewans
Roy Ewans (* 21. Dezember 1917 in Torquay, Devon, England; † 22. Januar 2012 in Virginia Water, Surrey) war ein britischer Flugzeugbauingenieur, der unter anderem den Avro Vulcan-Bomber entwarf und einer der wichtigsten Flugzeugentwickler der Nachkriegszeit in Großbritannien war.

## Leben
Nachdem Ewans mit finanzieller Unterstützung durch ein Stipendium die St Paul’s School in London besucht hatte, absolvierte er ein Studium im Fach Maschinenbau am Imperial College London und schloss dieses Studium mit Auszeichnung ab. Im Anschluss schloss er ein postgraduales Studium im Fach Flugzeugbau ab und war während des Zweiten Weltkrieges Ingenieur beim Luftfahrtunternehmen Royal Aircraft Establishment (RAE) in Farnborough beschäftigt.
Nach dem D-Day, dem Beginn der Alliierten Landung in der Normandie am 6. Juni 1944, wurde er nach Frankreich entsandt, um das Flugzeugprogramm der deutschen Luftwaffe im bis dahin besetzten Frankreich zu bewerten. Nach der darauf folgenden Befreiung Belgiens und der bedingungslosen Kapitulation der Wehrmacht am 8. Mai 1945 fand er in Deutschland Verwendung, wo er der 6. Heeresgruppe der US Army zu-gewiesen wurde.

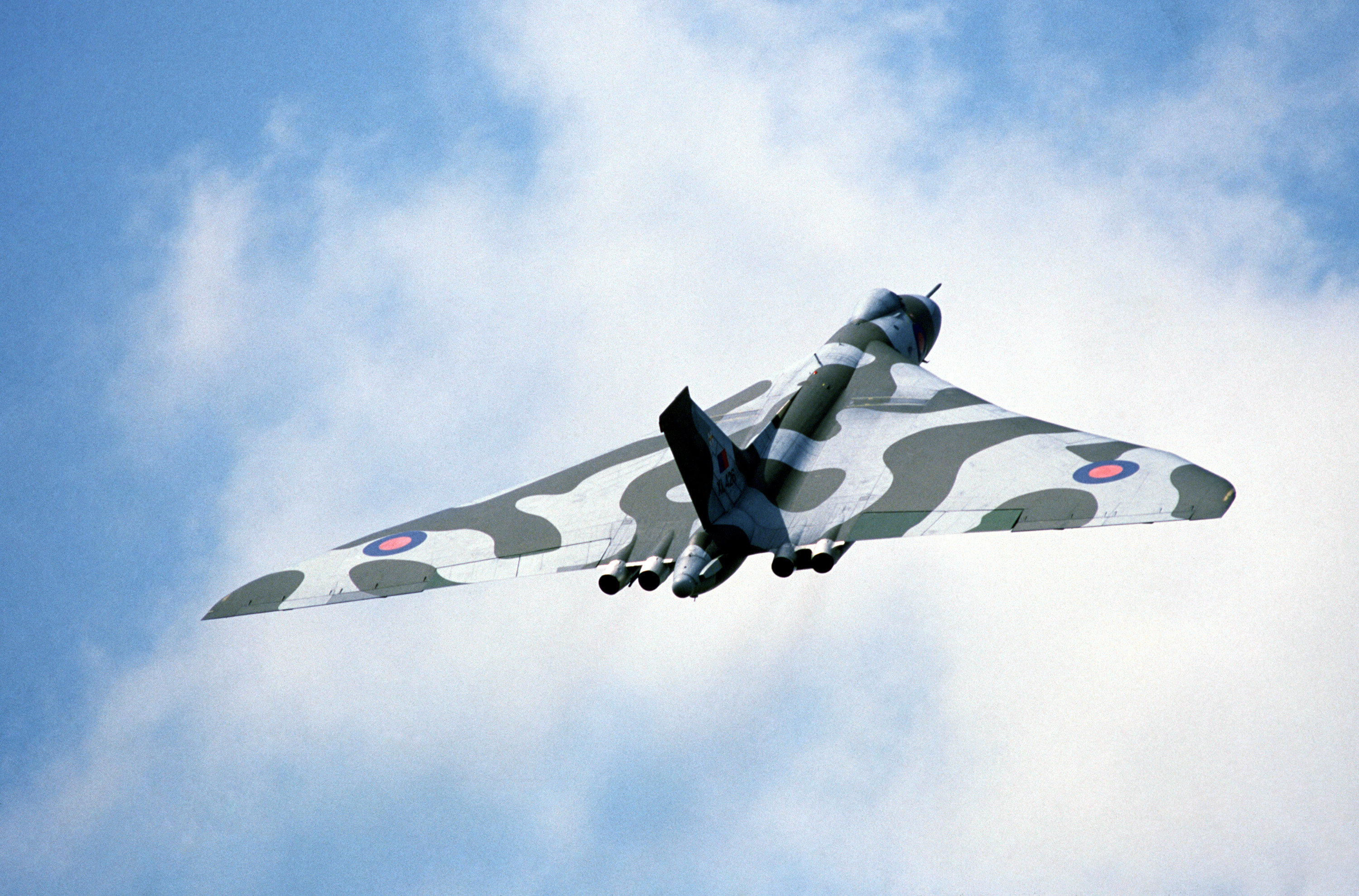
Der von Ewans entworfene Strategische Bomber Avro Vulcan

Nach Beendigung dieser Tätigkeit begann er 1946 bei der Blackburn Aircraft Company als Leiter der Aerodynamik-Abteilung, er wechselte dann im Oktober 1949 als Chef-Aerodynamiker zum Flugzeughersteller AV Roe and Company und war dort bis 1961 tätig. 1955 wurde er als Nachfolger von Stuart Davies neuer Chefentwickler des Unternehmens. Bekannt wurde er vor allem durch den Entwurf des Avro Vulcan-Bombers, der für nukleare Abschreckungseinsätze entwickelt wurde, und ein radikales Design hatte sowie zu der Zeit das größte bis dahin gebaute Flugzeug mit Deltaflügeln war. Für die RAF wurde 136 Avro Vulcan Bomber gebaut, die sich von 1956 bis 1984 in Dienst befanden. Der Bomber kam während seiner Dienstzeit allerdings nur einmal zum Kriegseinsatz, und zwar als er während des Falklandkrieges 1982 für den Abwurf konventioneller Waffen verwendet wurde.
1958 entwarf er die Avro 748, ein Kurzstrecken-Turboprop-Verkehrsflugzeug, das 1960 seine Inbetriebnahme hatte.
Nachdem Ewans zwischen 1961 und 1967 Ingenieur bei dem Flugzeughersteller British Aircraft Corporation (BAC) in Weybridge war, verließ er wie einige weitere Ingenieure und Wissenschaftler Großbritannien und wurde Ingenieur bei dem US-amerikanischen Flugzeughersteller Fairchild Hiller in San Antonio.
Nach seinem Eintritt in den Ruhestand kehrte er 1982 nach Großbritannien zurück und ließ sich mit seiner Ehefrau, der Mathematikerin Enid Ewans, in St Mawes in Cornwall nieder. Nachdem er 1999 einen Schlaganfall erlitten hatte, lebte er mit seiner Ehefrau, die an der Alzheimer-Krankheit litt und 2005 verstarb, in einem Pflegeheim in Virginia Water in Surrey.